# The Guardian of Forever
The Guardian of Forever – dziesiąty album studyjny holenderskiego duetu Laserdance, wydany 19 grudnia 1995 roku. Przez fanów gatunku była to najgorzej oceniana płyta zespołu. Pierwsza połowa albumu to klasyczne utwory spacesynth, pozostałe kompozycje (od nr 6 do 11) zdradzają większą przynależność do nurtu techno. Michiel van der Kuy, dla którego była to ostatnia współpraca z Laserdance, zagrał wszystkie syntezatorowe solówki w czasie rzeczywistym. 

## Spis utworów
1. "The Guardian of Forever" – 5:21
2. "Out of Order" – 5:10
3. "The Pits of Hell" – 5:43
4. "Break Through" – 5:04
5. "Nightmare at Noon" – 5:32
6. "Silent Runner" – 5:35
7. "Love Stimulation" – 5:38
8. "Automatic Reverse" – 6:03
9. "Mal Function" – 6:26
10. "To protect from Erasure" – 5:26
11. "The Atomic Trial" – 5:23

## Autorstwo utworów
Utwór Love Stimulation napisali Gerret Frerichs, Hans-Georg Schmidt, Oliver Huntemann oraz Matthias Paul (ten ostatni pod pseudonimem Paul van Dyk). Według informacji na okładce autorem wszystkich pozostałych utworów był drugi członek Laserdance i zarazem producent wykonawczy, Erik van Vliet.  Tymczasem Michiel van der Kuy stwierdził w wywiadzie, że van Vliet, który za czasów Laserdance nigdy nie pełnił funkcji ani kompozytora, ani wykonawcy, kupił prawa autorskie od rzeczywistego kompozytora i dzięki temu mógł umieścić swoje nazwisko przy kompozycjach, których nigdy nie stworzył.